# Czarna Wieś (gmina w powiecie sokólskim)
Czarna Wieś (początkowo Czarnowieża) – dawna gmina wiejska istniejąca w latach 1919–1927 na Białostocczyźnie. Siedzibą gminy było osiedle kolejowe Czarna Wieś (obecnie jest to miasto Czarna Białostocka).

## I wojna światowa
Gminę Czarna Wieś utworzono podczas I wojny światowej w powiecie sokólskim, na terenie okupowanej przez Niemców części rosyjskiej guberni grodzieńskiej, czyli Ober-Ostu (w okręgu Białystok). 
Gmina Czarna Wieś z siedzibą w osiedlu kolejowym Czarna Wieś powstała:
- z części zniesionej gminy Kamionka (ros. Каменковская волость) z siedzibą w Janowszczyźnie – Mochnacz, Polanki i Rogoziński Most).
- z części gminy Czarna Wieś (ros. Черновесская волость) z siedzibą w Czarnej Wsi (Kościelnej) – Czarna Wieś-Stacja, Buksztel, Wodokaczka, Zapiecki, Jackie Tartaki i Greńskie.

Równcześnie gminę Czarna Wieś (Kościelna) włączono do powiatu białostockiego (z powodu jej dużo bliższego położenia względem Białegostoku aniżeli Sokółki) natomiast nowa gmina Czarna Wieś (Stacja) pozostała w powiecie sokólskim. Ponieważ obie gminy Czarna Wieś znajdowały się odtąd w dwóch różnych powiatach, zmniejszyło to ryzyko pomyłki mimo posiadania tej samej nazwy. Podział na dwie gminy zachowano, kiedy zarówno powiat białostocki jak i powiat sokólski przeszły w sierpniu 1919 pod administrację polską.

## II Rzeczpospolita
W okresie międzywojennym gmina Czarna Wieś należała do powiatu sokólskiego w nowo utworzonym województwie białostockim.
Gmina (pod nazwą Czarnowieża) występuje w pierwszym wykazie gmin powiatu (z 1919), natomiast w drugim, uzupełnionym (z 1920/21) autorzy już jej nie wymieniają. Jednostka pojawia się ponownie w wykazie gmin z 1924 roku. Wahania te wynikały z niepewności w kwestii utrzymania tej małej jednostki, utworzonej na wyrost przez okupanta dla prężnie rozwijającego się osiedla kolejowego Czarna Wieś wokół stacji kolejowej Czarna Wieś na Kolei Warszawsko-Petersburskiej. Ludnościowo była to jednak bardzo mała gmina (tylko 956 mieszkańców w 1921 roku), składająca się z następujących miejscowości:
- stacji kolejowej Czarna Wieś z małym osiedlem (63 mieszkańców),
- wsi Buksztel i nadleśnictwa Buksztel (241 + 20 mieszkańców),
- wsi i nadleśnictwa Wodokaczka (187 + 231 mieszkańców),
- wsi Zapiecki (133 mieszkańców),
- kolonii i leśniczówki Rogoziński Most (21 + 0 mieszkańców),
- kolonii Mochnacz (40 mieszkańców),
- kolonii Polanki (14 mieszkańców),
- kolonii Jackie Tartaki (6 mieszkańców),
- leśniczówki Greńskie (0 mieszkańców)[7].

Ostatecznie zdecydowano się gminę Czarna Wieś znieść, do czego doszło 1 kwietnia 1927, po czym obszar gminy włączono do gminy Czarna Wieś w powiecie białostockim. Tak więc obszar wydzielony w większości w 1915 z gminy Czarna Wieś powrócił po 12 latach do gminy macierzystej.